# Mallocephala rhodosoma
Mallocephala rhodosoma är en fjärilsart som beskrevs av George Francis Hampson 1907. Mallocephala rhodosoma ingår i släktet Mallocephala och familjen björnspinnare. Inga underarter finns listade i Catalogue of Life.